# 成嶋涼
成嶋 涼（なるしま りょう、1971年6月3日 - ）は、日本の女優。京都府出身。倉田プロモーション、ジャパンアクションエンタープライズを経て、T×Tプロ所属。本名は早瀬 恵子。身長161cm。血液型はO型。

## 来歴・人物
ジャッキー・チェンに憧れ、倉田プロモーションの門を叩く。特技は格闘技（特にカンフー系）。
その運動能力を生かしての特撮作品出演が多く、1990年にはスーパー戦隊シリーズ14作目『地球戦隊ファイブマン』に星川レミ / ファイブイエロー役で出演。シリーズ前作である『高速戦隊ターボレンジャー』にも、カンフー少女・山口美香役で出演しているほか、18作目『忍者戦隊カクレンジャー』でも花のくノ一組・サクラとして出演。2012年の35作目『海賊戦隊ゴーカイジャー』第49・51話にて約21年振りに星川レミ役としてゲスト出演している。『ファイブマン』終盤と『ゴーカイジャー』ではファイブイエローのスーツアクターも務めた。
倉田プロモーションが協力していた『仮面ノリダー』（『とんねるずのみなさんのおかげです』の人気コーナー）でも女ジョッカーとして出演していた他、『特捜エクシードラフト』の南條真弓なども演じている。また、映画でも劇場・ビデオ作品とも多くのアクション映画に出演している。
本名の早瀬恵子でデビューした後、事務所の移籍を理由に咲田めぐみへ改名。現在は成嶋涼の芸名で、ユニバーサルスタジオジャパンのアトラクション、『ターミネーター 2:3-D』でサラ・コナー役を演じていた。
『地球戦隊ファイブマン』で共演した小林良平と後に結婚、3児を出産したが、その後離婚。

## スーパー戦隊シリーズ関連のエピソード
『ファイブマン』では、当初、『秘密戦隊ゴレンジャー』の大岩大太（キレンジャー）の印象から「イエロー＝カレー」の印象があったため、役のオファーを一度断りかけたという。
『ファイブマン』当時は高校生で、共演者の藤敏也はセーラー服姿で撮影所に通っていたと証言している。一方で、アクションに秀でていたことから、アクションを苦手としていた藤が教えを請うこともあったという。小林良平からは「たいへん勘のいい人で、絡むことの多い僕もやっててまったく疲れませんでした」と評されている。
『ゴーカイジャー』への出演は、『ファイブマン』時代からの旧知であった監督の竹本昇へ自ら連絡を取って実現したものである。

## 出演

### テレビドラマ
- スーパー戦隊シリーズ
  - 高速戦隊ターボレンジャー 第37話（1989年11月10日） - 山口美香 役
  - 地球戦隊ファイブマン（1990年3月2日 - 1991年2月8日） - 星川レミ / ファイブイエロー 役
  - 忍者戦隊カクレンジャー（1994年5月27日 - 1995年2月24日） - サクラ 役
  - 海賊戦隊ゴーカイジャー 第49話・最終話（2012年2月5日・19日） - 星川レミ 役
- 学校へ行こう!（1991年） - 恵子 役
- 特捜エクシードラフト 第27話（1992年8月2日） - 南條真弓 役
- 湯けむり仲居純情日記3（1994年） - 堀愛子 役

### バラエティ番組
- とんねるずのみなさんのおかげです「仮面ノリダー」第36話（1989年7月7日） - 女ジョッカー・オリエ 役
- 超アジア流（1998年）

### 映画
- ファイナルファイト 最後の一撃（1989年11月18日） - 香港露店商の娘 役
- 孔雀王アシュラ伝説（1990年2月3日） - 輪月尼 役
- トラ・コネ（2008年11月8日） - 古沢頼子 役
- 仮面ライダーフォーゼ THE MOVIE みんなで宇宙キターッ!（2012年8月4日） - 財団X女性幹部 役

### オリジナルビデオ
- バトルガール - カズ 役
- ボディガード牙 - 春日マキ 役
- くノ一忍法帖IV 忠臣蔵外伝 - お夕 役
- バカヤロー! V2 - 伊藤由紀 役
- DINO - 樽屋ヒトミ 役
- 激安王 通天の角II 酒販の巻 - 安藤ショウコ 役
- どチンピラ11 - 朝倉冴子 役
- BLOOD TWO EAGLE - 梢 役

### 声の出演
- ターミネーター 2:3-D - サラ・コナー 役

### イベント
- 340スズキpresents「れみ祭」（2007年）

### その他
- バンダイ・DX大型基地マックスマグマ合体説明ビデオ